# Большеабішево
Большеабі́шево (рос. Большеабишево, башк. Оло Әбеш) — село у складі Хайбуллінського району Башкортостану, Росія. Адміністративний центр Абішевської сільської ради.
Населення — 424 особи (2010; 460 в 2002).
Національний склад:
- башкири — 100%